# الین جویس
الین جویس (انگلیسی: Elaine Joyce؛ زادهٔ ۱۹ دسامبر ۱۹۴۵) یک هنرپیشه اهل ایالات متحده آمریکا است.